# Kontrabas elektryczny

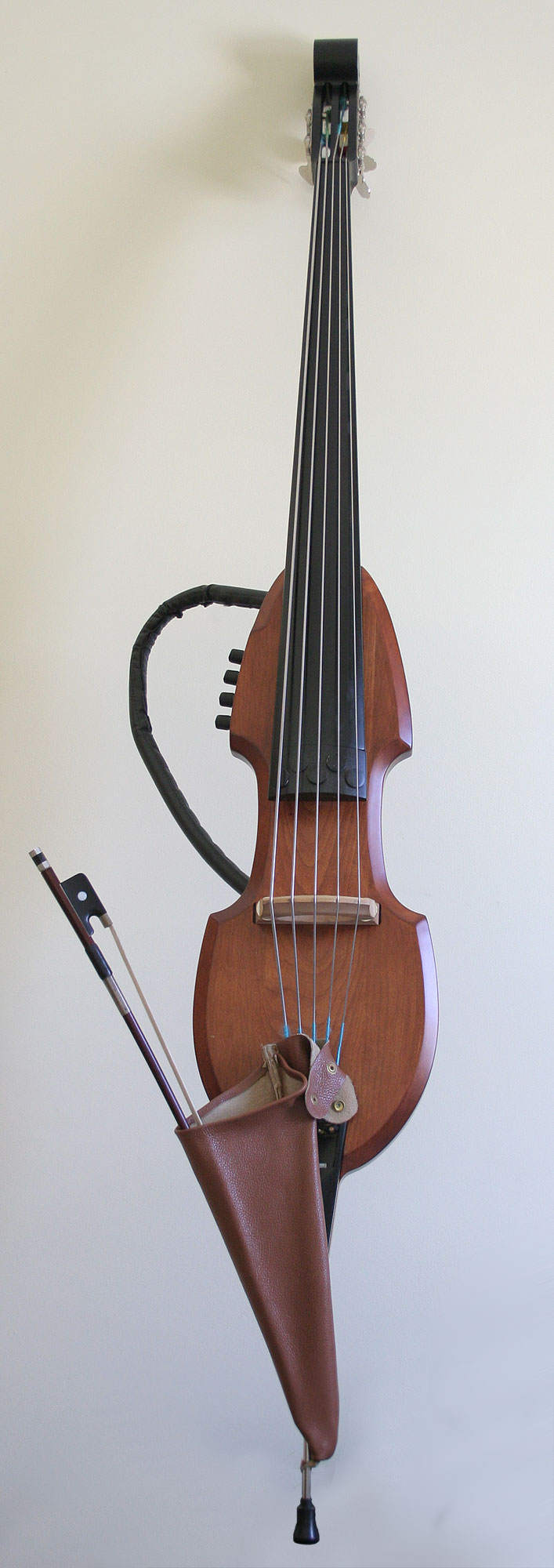
Kontrabas elektryczny

Kontrabas elektryczny – jest to kontrabas w którym dźwięk wytwarzany przez struny wzmacniany jest przy pomocy przetwornika i wzmacniacza elektroakustycznego. Nie posiada on pudła rezonansowego, ponieważ jednoczesne akustyczne i elektryczne wzmacnianie dźwięku strun często powoduje niezamierzone interferencje. Kontrabas elektryczny wymyślono, aby wyeliminować problem dudnienia kontrabasu w jazzie. Jest to instrument posiadający cechy brzmieniowe bezprogowej gitary basowej wzbogacone o możliwość grania smyczkiem. Jest wykorzystywany w muzyce jazzowej w klubach, na koncertach. 